# Corinne Roosevelt Robinson

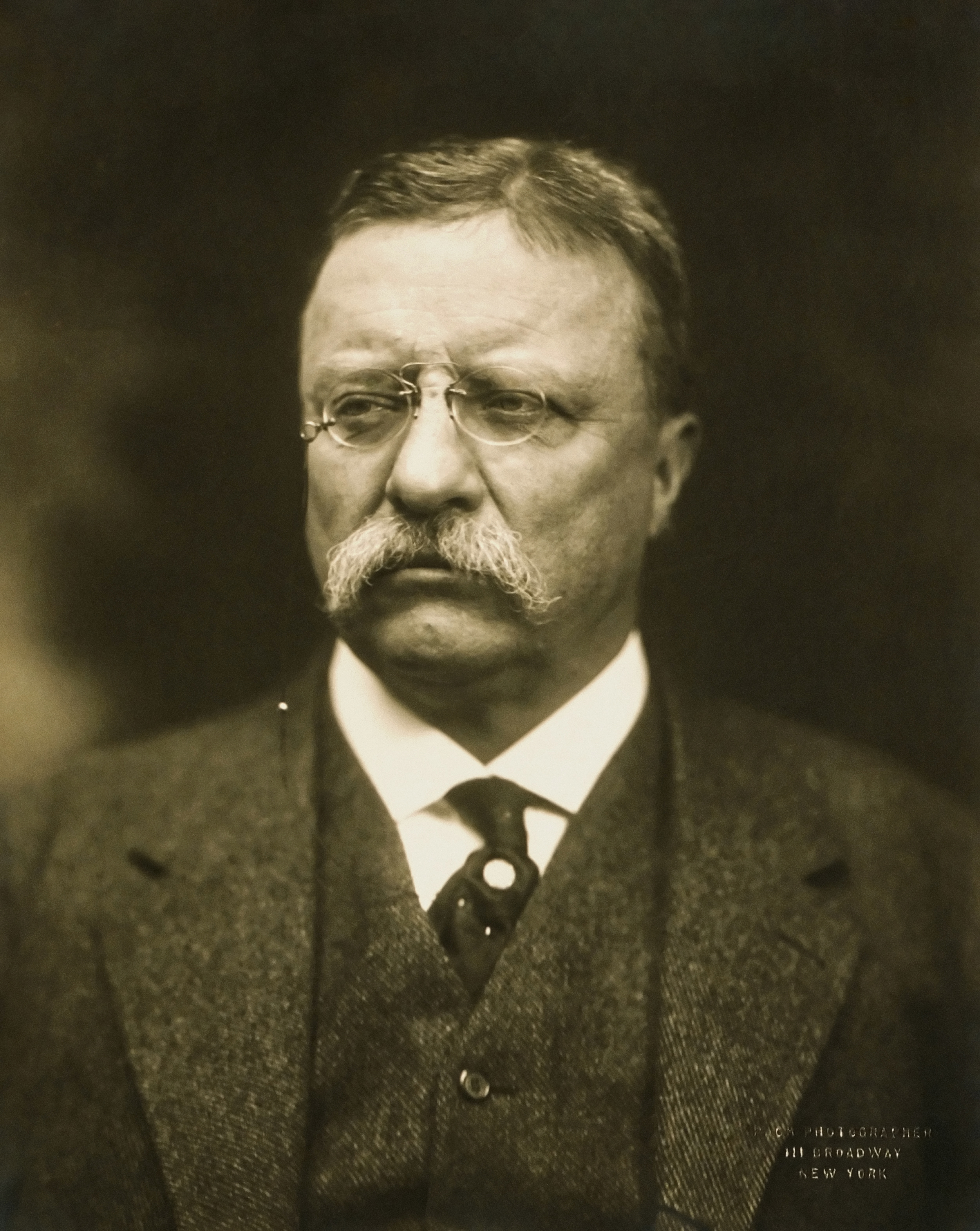
Theodore Roosevelt, brat Corinne Roosevelt Robinson, prezydent Stanów Zjednoczonych

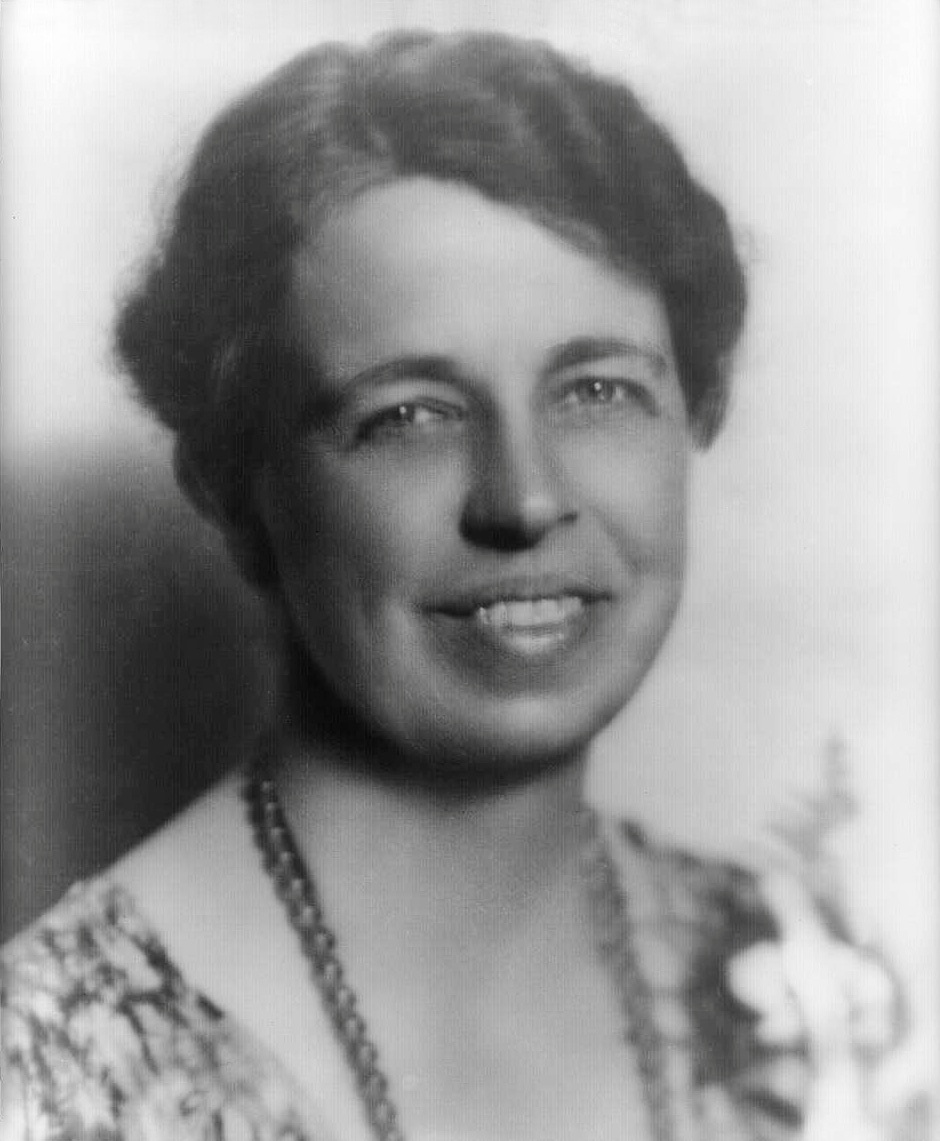
Eleanor Roosevelt, bratanica Corinne Roosevelt Robinson

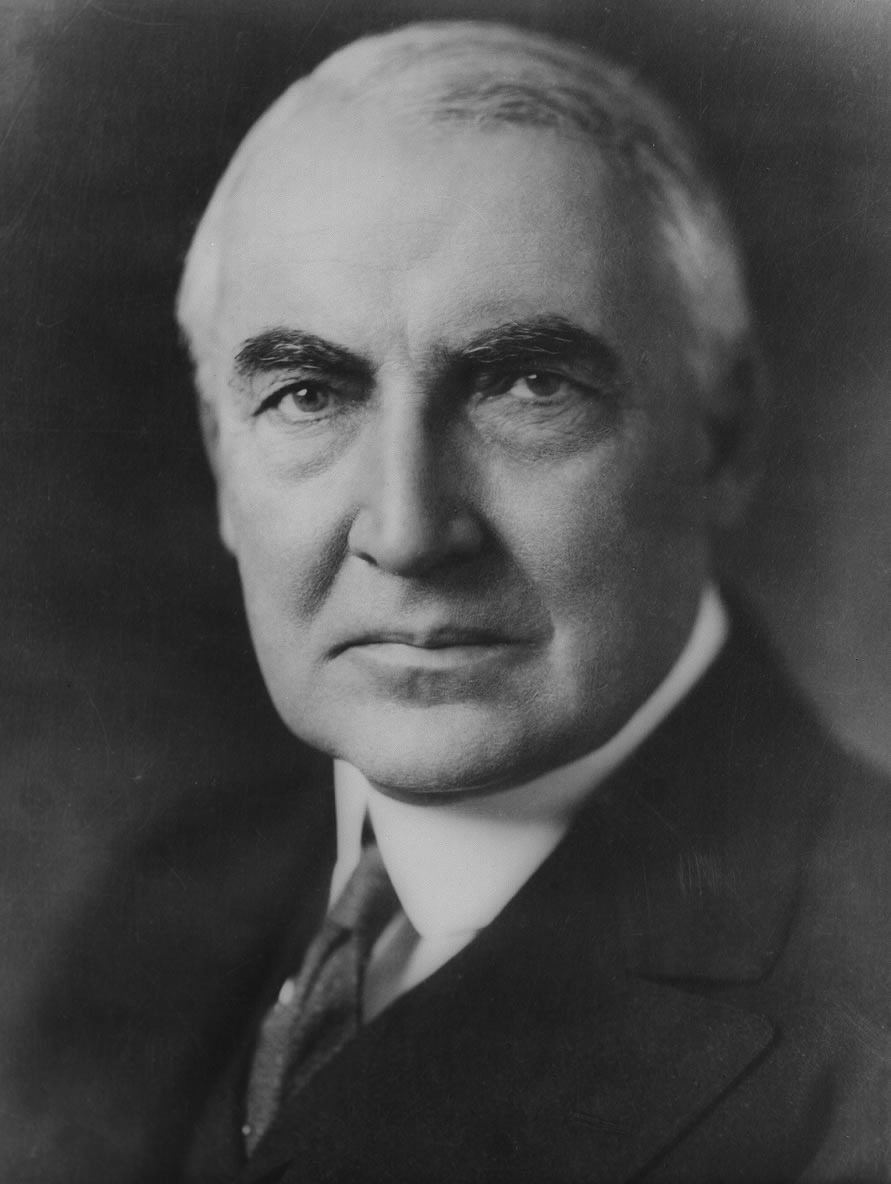
Corinne Roosevelt Robinson, przemawiając przed czternastoma tysiącami zebranych, wyraziła swoje poparcie dla kandydatury Warrena G. Hardinga na urząd prezydenta Stanów Zjednoczonych

Corinne Roosevelt Robinson (ur. 27 września 1861, zm. 17 lutego 1933) – amerykańska pisarka i poetka.

## Życiorys
Corinne Roosevelt Robinson urodziła się 27 września 1861 w Nowym Jorku. Pochodziła z szanowanej i wpływowej amerykańskiej rodziny. Była córką Theodore’a Roosevelta Seniora i Marthy Bulloch Roosevelt, siostrą prezydenta Theodore’a Roosevelta i ciotką Eleanor Roosevelt, żony późniejszego prezydenta Franklina Delano Roosevelta. Wychowywała się wśród wyższych sfer amerykańskiego społeczeństwa. Początkowo uczyła się w domu, między innymi od swojej ciotki Anny Bulloch. Później uczęszczała do Miss Comstock’s School w Nowym Jorku. W 1882 wyszła za mąż za finansistę o szkockich korzeniach, Douglasa Robinsona (1855–1918). Miała czworo dzieci: Theodore’a Douglasa Robinsona, Corinne Douglas Robinson, Monroego Douglasa Robinsona i Stewarta Douglasa Robinsona. Zmarła 17 lutego 1933 w Nowym Jorku. Pamięci poetki został poświęcony ołtarz w kościele w West Orange w New Jersey.
Podobnie jak jej ojciec, Corinne Roosevelt Robinson rozwijała działalność charytatywną. Działała między innymi w ramach Amerykańskiego Czerwonego Krzyża i Armii Zbawienia. Aktywnie wspierała też Franklina Delano Roosevelta podczas kampanii prezydenckiej w 1932.

## Twórczość
Corinne Roosevelt Robinson była prozaiczką, poetką i oratorką. Zachęcona przez przyjaciółkę, pisarkę Edith Wharton, zaczęła tworzyć poezję. Jej pierwszym utworem był wiersz The Call of Brotherhood, który ukazał się w Scribner’s Magazine w 1911. W 1912 wyszedł tomik The Call of Brotherhood, and Other Poems. Za nim poszły następne – One Woman to Another, and Other Poems (1914), Service and Sacrifice, Poems (1919) i The Poems of Corinne Roosevelt Robinson (1921), oraz Out of Nypmh (1930). Oprócz tego pisarka wydała biografię swojego brata, zatytułowaną My Brother, Theodore Roosevelt (1921). W 1920 jako pierwsza kobieta przemawiała na konwencji Partii Republikańskiej, popierając Warrena Hardinga i Calvina Coolidge’a w wyborach na prezydenta i wiceprezydenta Stanów Zjednoczonych. Swoje wystąpienie rozpoczęła słowami: „I am behind Senator Harding and Governor Coolidge for President and Vice-President of the United States for two reasons. First, because they are the nominees of the Republican party, and secondly because I believe them to be 100% American, of true patriotism, who have not failed to show marked efficiency and ability in public office”. Przemówienie zostało zarejestrowane na płycie gramofonowej. Do najbardziej znanych utworów poetyckich Corinne Roosevelt Robinson zaliczają się wiersze The Path That Leads To Nowhere i Which, jak również Spring and Grief. Pisała ona między innymi sonety, jak From a Motor in May, From the Castello, Love is a Beggar i We Who Have Loved. Wiersz To Peace, with Victory został włączony przez Brandera Matthewsa do antologii Poems of American Patriotism.
Brak informacji o przekładach dzieł Corinne Roosevelt Robinson na język polski.